# 949A tervszámú tengeralattjáró
A 949A (orosz kódneve: Antyej, NATO-kódja: Oscar II) szovjet robotrepülőgép-hordozó atommeghajtású tengeralattjáró. A 949 tervszámú (Granyit) tengeralattjáró - melyből 2 példány épült - módosított, továbbfejlesztett változata. A (két 949-essel együtt) 20 tervezett példányból 9, vagy 10 egységet építettek meg (egyes források szerint összesen 13-at), 3 épülő egységet a program 1992-es törlésekor még nem fejeztek be, négyet pedig soha nem bocsátottak vízre. Az Orosz Védelmi Minisztérium bejelentése szerint ezeket a hajókat lebontották.

## Története
Az első hajót 1978-ban kezdték el építeni a Szeverodvinszkben, az Északi Gépgyárban (Szevmas). 1980-ban bocsátották vízre és még ebben az évben szolgálatba lépett. 1982-ben építettek egy újabb hajót. Ezután áttértek a meghosszabbított – 154 m-es – hajótestre, aminek következtében a hajó vízkiszorítása 1400 t-val megnőtt. A 949A Antyej osztály hajói lényegesen (kb. 2 és félszeresen) nagyobbak a hasonló célra hadrendbe állított amerikai tengeralattjáróknál (Los Angeles osztály), így manőverezőképességük, merülési sebességük alulmarad velük szemben.

## Jellemzői
Az Antyej osztály tagjainak törzse duplafalú, aminek külső - magas nikkel- és krómtartalmú ötvözött - acélból készült héja 8,5 mm vastagságú. Ennek köszönhetően jól ellenáll a korroziónak és csak kis mértékben módosítja a Föld mágneses mezejét, ez pedig megnehezíti a hajó felderítését a mágnesesanomália-detektorokkal. Továbbá visszhangmentesítő burkolattal van ellátva, hogy csökkentsék a tengeralattjárót eláruló hidroakusztikus jeleket. Erőforrásként a 941-es tervszámú (Acula) (NATO-kód: Typhoon) osztályhoz fejlesztett 2db, nyomottvizes, egyenként 190 MW hőteljesítményű reaktort kapott, szonár rendszerét 671RTM tervszámú (Shchuka) (NATO-kód: Viktor-III) osztálytól nyerte. 
Az P–700 Granyit (NATO-kódja: SS–N–19) robotrepülőgépek indító tubusai 40°-s szögben megdöntve a törzsben, a torony két oldalán vannak elhelyezve.

## Az osztály tagjai[1]
- K–148 Orenburg
- K–173 Krasznojarszk
- K–132 Irkutszk
- K–119 Voronyezs
- K–410 Szmolenszk
- K–442 Cseljabinszk
- K–456 Viljusinszk
- K–266 Orjol
- K–186 Omszk
- K–141 Kurszk
- K–150 Tomszk
- K–139 Belgorod
- K–135 Volgograd
- K–160 Barnaul